# Elizabeth Stephens
Elizabeth M. "Beth" Stephens, née le 18 novembre 1960, est une artiste américaine, sculptrice, cinéaste, photographe, professeure et présidente du département Art à l'Université de Californie à Santa Cruz.
Stephens, qui se décrit comme « écosexuelle », collabore avec son épouse depuis 2002, écosexuelle, radicale, éducatrice sexuelle et artiste, Annie Sprinkle.

## Biographie
Stephens naît à Montgomery, Virginie-Occidentale le 18 novembre 1960. Sa famille est copropriétaire de l'entreprise Marathon Coal-bits. Elle a grandi dans les Appalaches, et déménage à Boston, New Jersey, et plus tard, à San Francisco.
Stephens étudie les Beaux-Arts à l'Université de Tufts, à la School of the Museum of Fine Arts at Tufts et à l'Université de Rutgers. Elle travaille avec Martha Rosler et Geoffrey Hendricks pendant ses études supérieures. Elle est professeure à l'UCSC depuis 1993, présidente du département à partir de 2006 jusqu'en 2009 et en est actuellement la présidente à nouveau.
En décembre 2004, en réaction à la guerre en Iraq, Stephens s'engage à faire pendant sept ans des projets artistiques sur le thème de l'amour, avec sa femme et collaboratrice artistique, Annie Sprinkle. Elles appellent cela leur Laboratoire de l'art de l'amour. Une partie de leur projet était de faire chaque année, une œuvre expérimentale sous la forme d'un mariage avec à chaque fois une thématique et une couleur différente. La structure de leur projet qui devait durer sept ans est modifiée à la suite de l'invitation de l'artiste Linda Montano. Sprinkle et Stephens font dix-sept durant des mariages artistiques, dont quatorze sur le thème de  l'écosexualité. Les critiques rapprochent leur projet  des débats politiques contemporains, sur l'égalité dans le mariage l'écoféminisme et le mouvement pour le respect de l'environnement,. Les critiques notent également que le travail de Stephens explore et questionne la frontière entre « art » et « pornographie »'.
Lors d'une performance en 2008 à l'occasion de leur mariage symbolique avec la planète terre, Stephens et sa partenaire Annie Sprinkle deviennent les pionnières d'un mouvement dit d'écosexualité qui pose comme principe que « la terre est notre amante ». Leur Ecosex Manifesto (manifeste écosex) proclame que toute personne peut s'identifier comme écosexuelle, tout comme elle peut s'identifier comme « gay, lesbienne, bisexuelle, trans, queer, intersexe, hétérosexuelle, asexuelle et/ou autre ».
Plus récemment, Stephens a produit et réalisé deux films documentaires avec Annie Sprinkle : Water Makes Us Wet: An Ecosexual Adventure (L'eau nous rend humide : une aventure ecosexuelle) en 2017 et Goodbye Gauley Mountain: An Ecosexual Love Story (Au revoir montagne Gauley : une histoire d'amour ecosexuelle) en 2013, un film traitant de l'exploitation de mines à ciel ouvert au sommet des montagnes à proximité de son lieu de naissance et ses effets sur l'environnement et les communautés voisines.
Son travail est montré à l'échelle internationale, y compris au Musée Kunstpalast (Düsseldorf), El Ojo Atomico Antimuseo de Arte Contemporáneo (Espagne), Museo Reina Sophia (Madrid), le San Francisco Museum of Modern Art, et à la 53e Biennale de Venise et la Documenta 14.
En 2017, Stephens et Annie Sprinkle deviennent des artistes de Documenta 14. Elles donnent des spectacles et des conférences sur l'art visuel, et présentent leur film documentaire Water Makes Us Wet: An Ecosexual Adventure en avant première.

## Vie privée
Elle est mariée depuis 2002 avec Annie Sprinkle

### Réalisatrice
- 2017 : L'Eau Nous Rend Humide: Une Ecosexual Aventure
- 2013 : Au revoir montagne Gauley: une histoire d'amour ecosexuelle
- 2006 : Exposés; des Expériences dans l'Amour, le Sexe, la Mort et l'Art
- 2006 : Orange De Mariage Deux
- 2006 : Rouge Mariage
- 2005 : Baiser
- 2004 : Lüba; La Mère Thérèse de l'Art
- 1992 : Avez-Vous L'Esprit?
- 1989 : Entretiens avec des Femmes d'Oaxaca
- 1989 : Les Femmes De Manger

### Articles
- 2017 : Documenta 14: Agenda, eds. Laimer, Quinn, Adam Symczyk, Prestel de Presse, Munich-Londres-New York, 2017, Annie Sprinkle et Beth Stephens, 24 avril pgs 19-20.
- 2010 : Post le Porno de la Politique; Queer_Feminist point de vue sur la Politique du Porno Performance et Sex_Work que la Culture de la Production, de la Post Porno Brunch, Elizabeth M. Stephens, Annie M. Sprinkle et Cosey Fanni Tutti, ed. Tim Stüttgen, B_Books, Berlin, Allemagne pages 88–115
- 2008 : en Direct par le biais de Ce; Sur la Créativité et l'Auto-Destruction, Double Trouble dans l'Amour de l'Art Lab: Notre Cancer du Sein Expériences. ed. Sabrina Chapadjiev, Seven Stories Press, New York, p. 105-117
- 2004 : Interview de Annie Sprinkle pour les Femmes et les Performances du 20e Anniversaire de la Question, New York University Press
- 1998 : à la Recherche de la Classe de Héros: les Digues sur les Motos de Croisière Calendrier des Filles de La passion de la Caméra: la Photographie et le Corps du Désir

### Film/Vidéo
- 2017 : Water Makes Us Wet: An Ecosexual Adventure
- 2013 : Goodbye Gauley Mountain: An Ecosexual Love Story
- 2011 : Purple Wedding to the Moon, White Wedding to the Snow
- 2010 : Purple Wedding to the Appalachian Mountains
- 2009 : Blue Wedding to the Sky/Sea Video
- 2008 : Green Wedding Four to the Earth
- 2007 : Big Nudes Descending a Staircase
- 2007 : Etant Donnees
- 2007 : Yellow Wedding Three
- 2006 : Exposed; Experiments in Love, Sex, Death and Art
- 2006 : Orange Wedding Two
- 2006 : Red Wedding One
- 2005 : Kiss
- 2004 : Lüba; The Mother Teresa of Art
- 1992 : Do You Mind?
- 1989 : Interviews with Oaxacan Women
- 1989 : Women Eating

## Prix
- 1987 : Boit Award
- 2014 : Rydell Fellowship
- 2019 : Eureka Artist Fellowship[Quoi ?]